# Pasig
Pasig é um cidade de  primeira classe de renda da cidade (d) na região Grande Manila (NCR), nas Filipinas. De acordo com o censo de 1 de maio  de  2020 possui uma população de 803 159 pessoas e 212 895 domicílios.
Localizado ao longo da beira oriental da Metro Manila, Pasig é limitado no oeste por Cidade Quezon e por cidade de Mandaluyong; ao norte por Marikina; ao sul por Makati, por Pateros, e pela cidade de Taguig; e ao leste por Antipolo, a municipalidade de Cainta e de Taytay na província de Rizal.

## Cidades Irmãs
- Marikina, Filipinas

## Curiosidades
- Pasig está na 98ªposição de cidades em quantidades de edifícios de acordo com a revista Emporis Buildings